# Philokallia
Philokallia Ensemble je profesionální vokální soubor, který založil Marios Christou v září roku 2005 a specializuje se zejména na interpretaci pravoslavné hudby. Zaměřuje se na historicky poučenou interpretaci byzantské hudby a post-byzantské hudby, ale také na slavné duchovní skladby mistrů vyspělého slovanského vícehlasu (S. Rachmaninov, A. Kastalskij aj.) až po díla předních současných autorů, jako je např. Arvo Pärt a Ivan Moody. 
Členy souboru jsou většinou studenti či absolventi Pražské konzervatoře, Akademie múzických umění a hudebních oborů Karlovy univerzity. Soubor pravidelně vystupuje na koncertech (Rudolfinum, České muzeum hudby, Parlament ČR ad.) a také se účastní významných hudebních festivalů (v poslední době např. Velikonoční festival duchovní hudby v Brně, Svatováclavské slavnosti aj.).
Philokallia působí také jako spolek (Spolek Philokallia), který organizuje koncerty, hudební festivaly a další kulturní akce, jako je například Festival pravoslavné hudby Archaion Kallos.

## Název

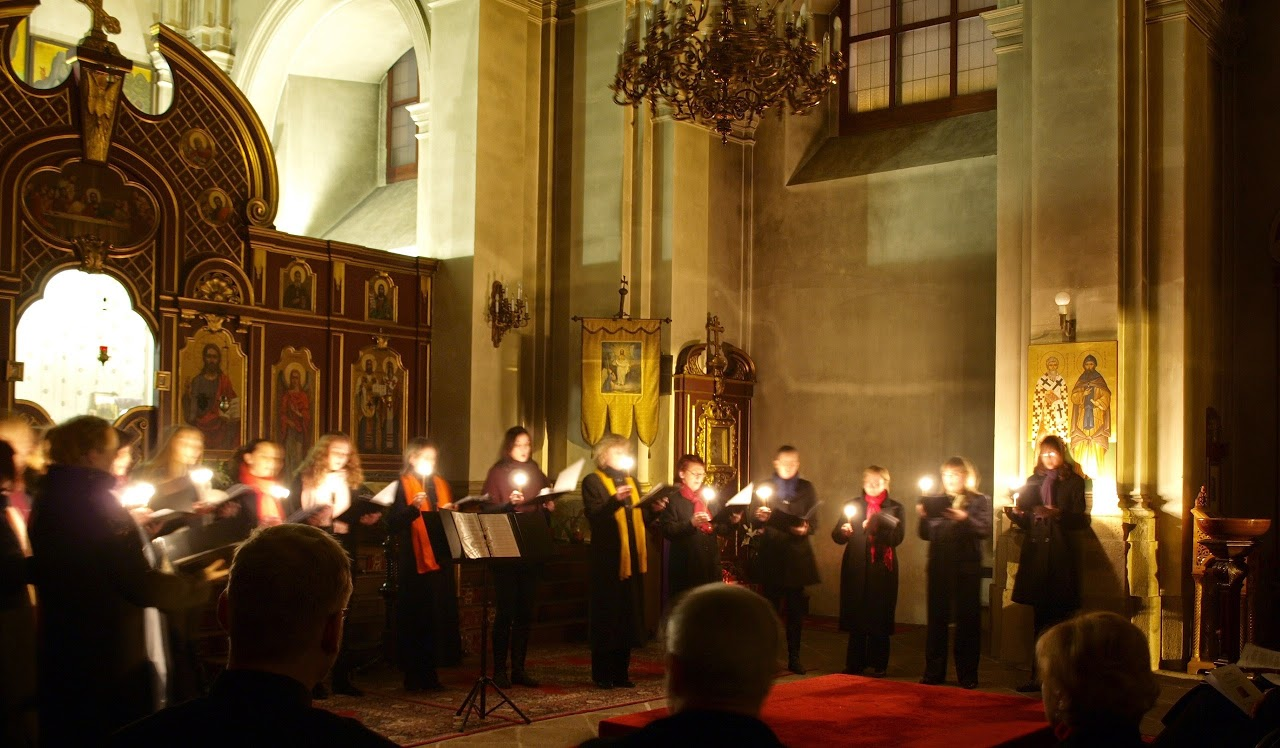
Koncert Philokallie v pravoslavném chrámu svatých Cyrila a Metoděje v Praze

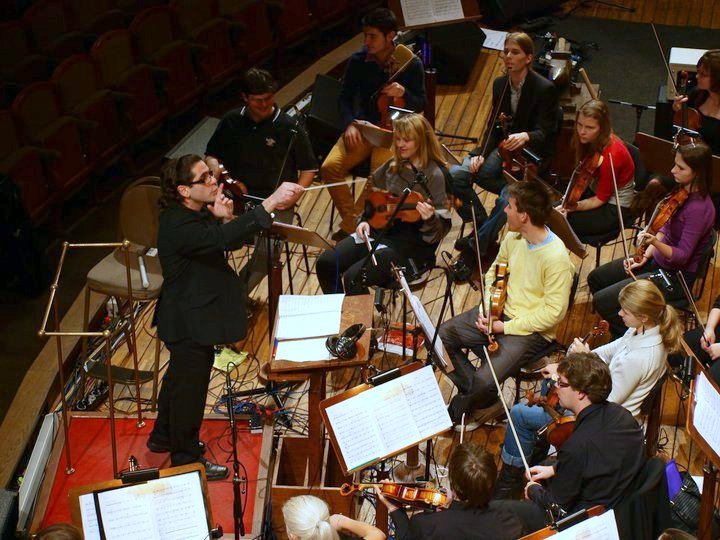
Marios Christou při společné zkoušce ansámblu, premiéra Missa graeca Rudolfinum, rok 2010

Název pochází z řeckého výrazu Φιλοκαλία (láska ke krásnu).

## Historie a činnost
Sbor založil dr. Marios Christou v září 2005 se záměrem umožnit mladým umělcům provozovat hudbu, která přes svou vysokou hodnotu není příliš často uváděna v Česku ani v zahraničí.
Vokální část souboru se zaměřuje především na přednes hudební tvorby inspirované pravoslavnou tradicí. Naproti tomu instrumentální uskupení se věnuje především soudobé hudbě. Většina členů souboru jsou studenti či absolventi Pražské konzervatoře, Karlovy univerzity a Hudební akademie múzických umění (AMU) v Praze.
Soubor pravidelně vystupuje na veřejných koncertech (Rudolfinum, České muzeum hudby, Pálffyho palác ad.) a také se účastní zahraničních sborových festivalů (Axiothea, kyperský festival v Nikósii, "Hajnowskie Dni Muzyki Cerkiewnej" v polské Hajnówce).